# Gare de Keila
La gare de Keila est une gare ferroviaire estonienne située à Keila.